# Cătălin Liță
Cătălin Nicolae Liță (Bucarest, 23 marzo 1975) è un procuratore sportivo ed ex calciatore rumeno, di ruolo centrocampista.

## Palmarès

### Club

#### Competizioni nazionali
- Campionato rumeno: 1

Steaua Bucarest: 2000-2001
- Supercoppa di Romania: 1

Steaua Bucarest: 2001
- Campionato ungherese: 1

MTK Budapest: 2002-2003